# Tafo
Tafo (in greco antico: Τάφος) è un'isoletta situata tra le coste dell'Acarnania e Leucade.
Secondo la mitologia greca arcaica era abitata un tempo dai Tafi, popolo di trafficanti e predoni, insediatisi a Tafo e nelle isolette limitrofe.